# 埃康
埃康（法語：Escamps，法語發音：[ekɑ̃]）是法国勃艮第-弗朗什-孔泰大区约讷省的一个市镇，属于欧塞尔区。

## 地理
埃康（47°43'46"N, 3°28'24"E）面积22.21 平方千米，位于法国勃艮第-弗朗什-孔泰大區约讷省，该省份为法国中北部内陆省份，西接卢瓦雷省，西北接塞纳-马恩省，南至涅夫勒省，东临科多尔省，东北与奥布省接壤。
与埃康接壤的市镇（或旧市镇、城区）包括：普兰、库朗日龙、梅里塞克、舍瓦讷、迪日、日莱韦克、米热。

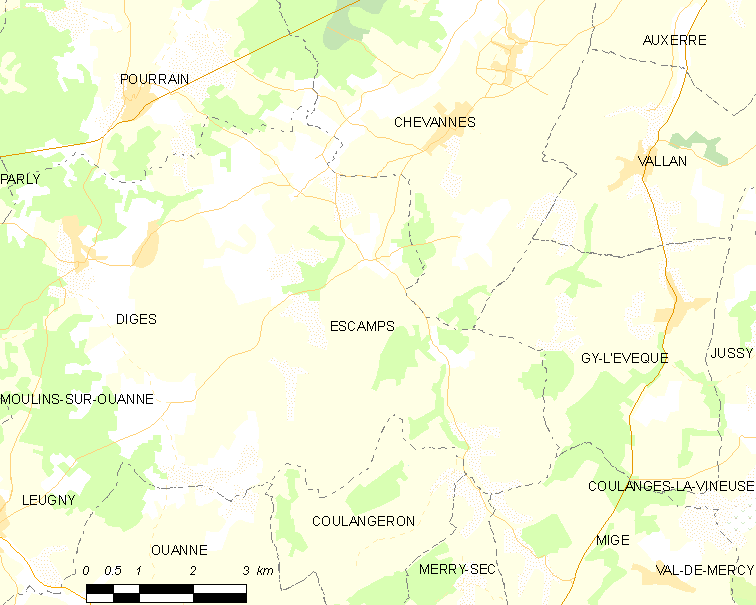
埃康的OSM定位图

埃康的时区为UTC+01:00、UTC+02:00（夏令时）。

## 行政
埃康的邮政编码为89240，INSEE市镇编码为89154。

## 政治
埃康所属的省级选区为万塞勒县。

## 人口

1962-2008年间埃康人口变化图示

埃康于2022年1月1日时的人口数量为853人。